# Bernhard von Derschau (Landrat)
Bernhard von Derschau (* 15. September 1903 in Wagenitz, Havelland; † 30. März 1945 in Rosenheim, Oberbayern) war ein deutscher Landrat in Oberschlesien.

## Leben
Bernhard entstammte dem preußisch-kurländischem Adelsgeschlecht von Derschau, Rittermäßiger Reichsadelsstand 1602 zu Prag und dadurch zum Briefadel zugehörig. Die Familie gliedert sich in einem freiherrlichen Haus und in einem adeligen Haus. Zu letzterem gehören die Vorfahren des Bernhard von Derschau, konkret zu deren Linie I (preußische Linie) genannt. Die Eltern des Bernhard waren der kgl. preuß. Oberstleutnant Adolf von Derschau (* 1868; † 1934) und Wilhelma von Bredow (* 1877; † 1929). Die Eltern lebten die letzten Jahre in Brandenburg a. H. Bernhard hatte die Geschwister Wilhelma, Alexander, Christoph Friedrich, Elisabeth, Gabriele und Johann Adolf.
Bernhard von Derschau war zuerst am Gymnasium Spandau, dann 1915 zunächst Zögling und dann ab Januar 1916 Hospitant an der Ritterakademie Brandenburg, schloss dort 1921 sein Abitur ab. Es folgte das Studium in Freiburg, Berlin und Greifswald, dann 1924 seine Zeit als Gerichtsreferendar am Amtsgericht und am Magistrat Brandenburg a. H., später 1925 Regierungsassessor bei der Regierung zu Potsdam, seit 1926 bei dan Landratsämtern Ostprignitz und Zauch-Belzig, ff. Regierungsrat. Von August 1926 bis März 1927 war Derschau kommissarischer Bürgermeister von Biesenthal (Mark), wohnte aber in Potsdam. 
Bernhard von Derschau amtierte später vertretungsweise als Landrat von 1937 bis 1938 im Landkreis Oppeln und wurde 1938 zum Landrat im Landkreis Grottkau ernannt. 1939 war Derschau Vorsitzer des Aufsichtsrats des Kommunalen Kraftwerk Oppeln AG. Von 1939 bis 1942 amtierte er als Landrat im Landkreis Pleß.
Am 6. August 1928 ehelichte er in Potsdam Renata von Farbeck, Tochter der Freda von Blomberg und des Obersts Hans von Fabeck. Sie hatten einen Sohn Harald und die drei Töchter Wilhelma, Freda und Agnes. Die Kinder sind in Belzig und Berlin geboren, 1939 lebte die Familie in Grottkau (Oberschlesien). Nach dem Tod seiner ersten Ehefrau heiratete Derschau am 24. August 1940 in Berlin seine zweite Ehefrau Hildegard von Gerlach (* 11. September 1906 in Buselwitz). Sie war die Tochter der Martha von Unruh (* 1867; † 1932) und des Landwirts Friedrich von Gerlach-Buselwitz (* 1861; † 1933), Hauptmann a. D.
Bernhard von Derschau starb am 30. März 1945 im Reservelazarett in Rosenheim.